# Live Session (álbum de Delino Marçal)
Live Session é o primeiro EP do cantor brasileiro Delino Marçal, lançado pela gravadora MK Music em janeiro de 2017.
O álbum traz canções gravadas num live session do cantor produzido para divulgar as músicas do álbum Nada Além da Graça, de 2015 sendo todas as músicas originais deste disco.
As quatro canções, ainda, foram escritas exclusivamente pelo próprio cantor.

## Faixas
1. Sonhe Grande
2. Vim Falar com Deus
3. Me Batiza com Fogo
4. Corre do Pecado